# Maître de Marguerite d'Orléans
Le Maître de Marguerite d'Orléans est un maître anonyme enlumineur actif à Bourges, Rennes, Angers et Poitiers entre 1428 et 1465. Il doit son nom à un livre d'heures manuscrits qui a un temps appartenu à Marguerite d'Orléans. 

## Éléments biographiques et stylistiques

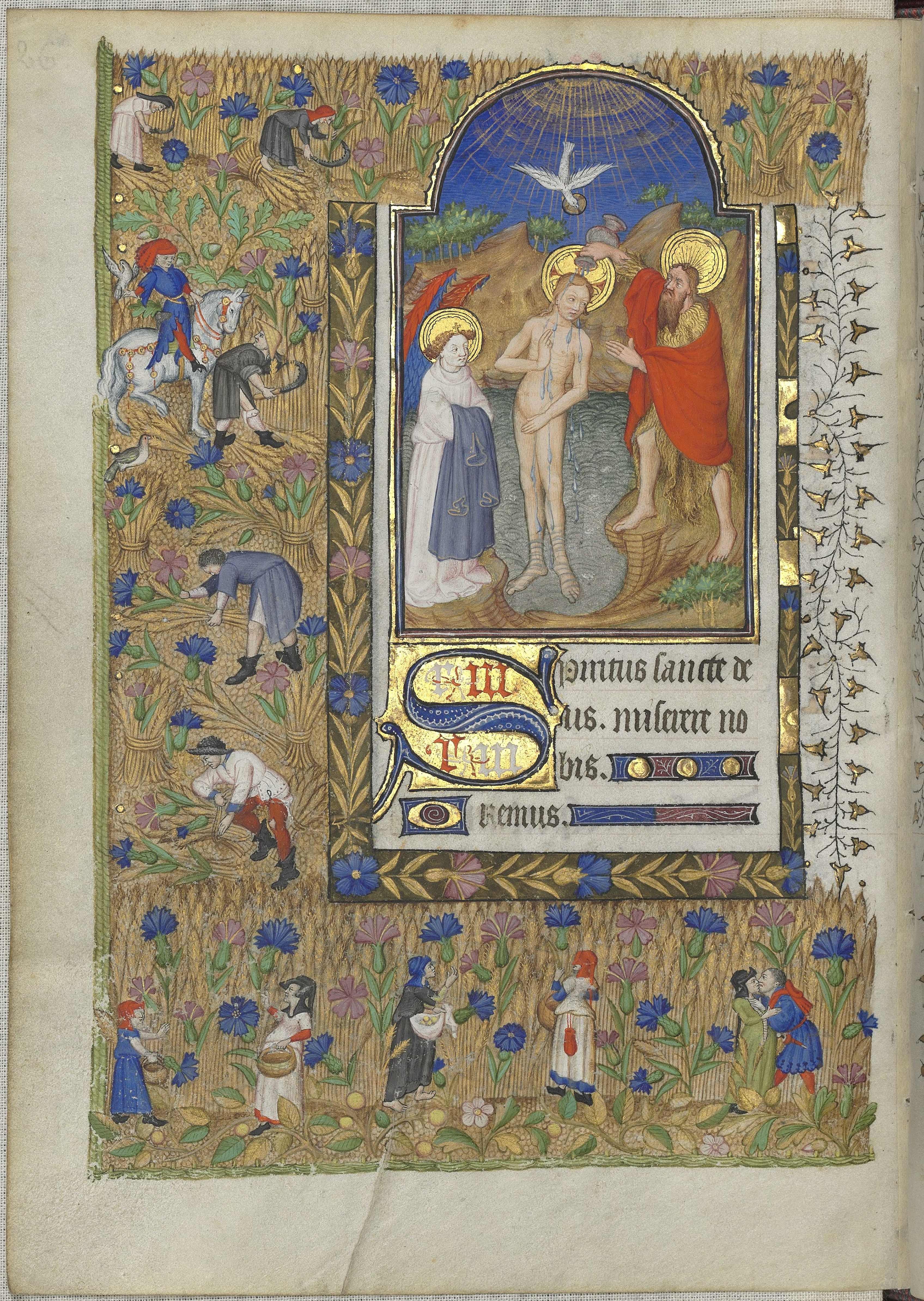
Heures de Marguerite d'Orléans, baptême du Christ.

Le style de ce maître anonyme a été identifié pour la première fois par Jean Porcher mais c'est l'historien de l'art allemand Eberhard König qui a reconstitué sa carrière d'après le style des manuscrits qui lui ont été attribués. Selon lui, cet artiste a été formé à Paris peut-être dans l'entourage du Maître de Boucicaut qui a marqué son style. Il séjourne ensuite à Bourges vers 1428 et 1429 : son style emprunte à des manuscrits des frères de Limbourg qu'il consulte sans doute sur place et travaille alors pour l'amiral Prigent de Coëtivy et peut-être pour le dauphin Charles ainsi que pour un marchand de la ville. Il se déplace ensuite peut-être à Rennes où il peint son chef-d'œuvre, les Heures de Marguerite d'Orléans, pour l'épouse de Richard d'Étampes, le fils du duc de Bretagne. Il influence plusieurs enlumineurs actifs dans la ville à cette époque comme les auteurs des heures de Catherine de Dinan et de Marguerite de Rohan ou encore du Ms.221 de la Walters Art Gallery. Il se déplace ensuite sans doute à Angers où il collabore peut-être avec le Maître de Rohan et contribue à influencer le Maître de Jouvenel. Il travaille enfin à Poitiers où il peint au moins un livre d'heures à l'usage liturgique de ce diocèse. Il collabore sur place avec un artiste local, le Maître d'Adélaïde de Savoie. La fin de sa carrière fait débat : pour König, elle s'achève dans cette ville vers 1465 alors que pour François Avril, elle s’interrompt plutôt vers 1450. 
Le maître anonyme est particulièrement doué pour ses décorations marginales dans lesquelles il fait preuve d'une grande originalité. Pour le reste, il réemprunte des modèles du Maître de Boucicaut, aux Limbourg ainsi que ses propres modèles qu'il réutilise dans un style de plus en plus lourd jusqu'à la fin de sa carrière.

## Principaux Manuscrits attribués

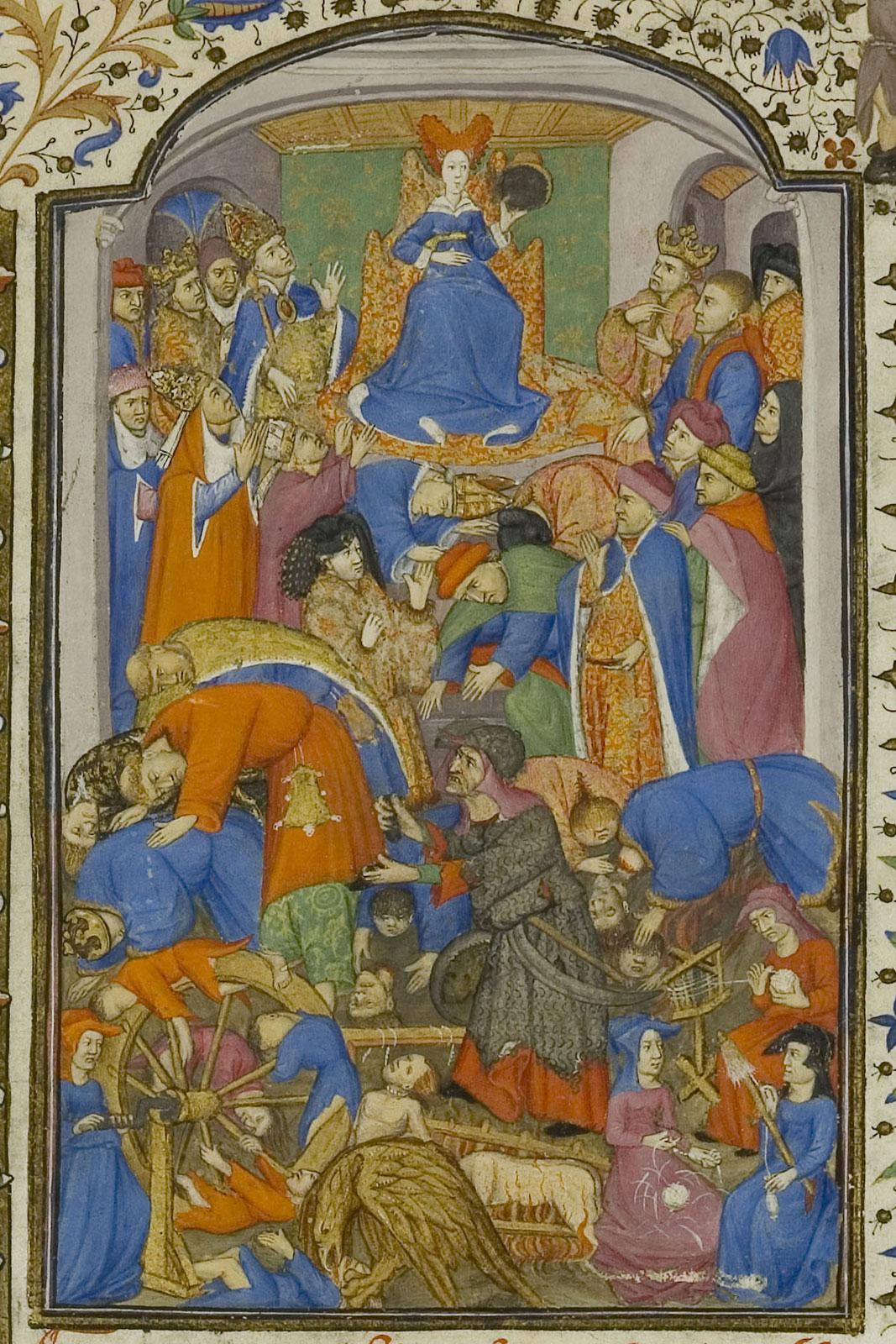
Le mortel trébuchet de Fortune, miniature du manuscrit du Des cas des nobles hommes et femmes, musée Condé.

- Un manuscrit des Grandes Chroniques de France, réalisées peut-être pour Charles VII, Bibliothèque nationale de France, Fr.2605
- Un manuscrit en français de Boccace, Le Livre des cas des nobles hommes et femmes destiné à Prigent de Coëtivy, Musée Condé, Chantilly, Ms.858
- Livre des secrets de l'histoire naturelle pour un marchand de la ville de Bourges, 1428, BNF, Fr.1377-1379
- Heures à l'usage d'Angers, vers 1429, collection particulière suisse[2]
- Heures de Marguerite d'Orléans, vers 1429-1430, BNF, Latin 1156B
- Livre d'heures à l'usage de Poitiers, Bibliothèque apostolique vaticane, Rossiano 119
- Livre d'heures à l'usage de Paris, en collaboration avec le Maître d'Adélaïde de Savoie et le Maître de la Légende dorée de Munich, vers 1440-1450, BNF Rothschild 2534
- Heures de Marie de Rieux, cadeau pour son mariage avec Louis d'Amboise, vers 1450, aujourd'hui dispersées entre la BNF, Latin 1170, Bibliothèque municipale de Tours, ms. 217, la National Library of Scotland à Édimbourg (Blairs deposit ms 32) et la Morgan Library and Museum (M.190)[3]
- Manuscrit des Grandes Chroniques de France, Bibliothèque municipale de Châteauroux (Ms.5) et cabinet des estampes de la BNF Add.133